# Polinezja Francuska na Mistrzostwach Świata w Lekkoatletyce 2017
Polinezja Francuska na Mistrzostwach Świata w Lekkoatletyce 2017 – reprezentacja Polinezji Francuskiej podczas Mistrzostw Świata w Londynie liczyła 1 zawodniczkę, która nie zdobyła medalu.

## Skład reprezentacji
| Zawodniczka        | Konkurencja        | Eliminacje | Eliminacje | Półfinał | Półfinał | Finał | Finał   |
| Zawodniczka        | Konkurencja        | Wynik      | Pozycja    | Wynik    | Pozycja  | Wynik | Pozycja |
| ------------------ | ------------------ | ---------- | ---------- | -------- | -------- | ----- | ------- |
| Hereiti Bernardino | Bieg na 100 metrów | 12,88      | 44.        | NQ       | NQ       | NQ    | NQ      |